# Vipio texanus
Vipio texanus är en stekelart som först beskrevs av Cresson 1872.  Vipio texanus ingår i släktet Vipio och familjen bracksteklar. Inga underarter finns listade i Catalogue of Life.